# Herbert Hoos
Herbert Hoos (* 18. Juli 1965 in Waldaschaff) ist ein ehemaliger deutscher Fußballspieler.
Hoos spielte als Jugendlicher für Viktoria Waldaschaff und Viktoria Aschaffenburg. 1982 wechselte er zur U19 des 1. FC Kaiserslautern. Von 1983 bis 1990 stand der defensive Mittelfeldspieler in 133 Bundesligaspielen für die Lauterer auf dem Platz und erzielte dabei sieben Tore. Sein größter Erfolg war der Gewinn des DFB-Pokals mit dem FCK 1990.
Bis zum 4. Februar 2006, als ihn Daniel Halfar ablöste, war er der jüngste Bundesliga-Torschütze des FCK. Den Rekordtreffer erzielte er am 1. Oktober 1983, als er 18 Jahre und 75 Tage alt war. Sein erstes Bundesliga-Tor war der Ausgleichstreffer zum 2:2 beim 3:3 im Heimspiel gegen Werder Bremen. Seinen ersten Einsatz in der Liga hatte er knapp vier Wochen nach seinem 18. Geburtstag gehabt. Am ersten Spieltag der Saison 1983/84 wechselte ihn Trainer Dietrich Weise in der 73. Minute in der Begegnung beim Hamburger SV für Axel Brummer ein.
Bei den Pfälzern gehörte er sieben Spielzeiten zum Stammpersonal. Seinen letzten Einsatz in der Bundesliga hatte er am letzten Spieltag der Saison 1989/90 gegen den 1. FC Nürnberg. Wie sein erstes endete auch sein letztes Bundesligaspiel mit einer Niederlage.
Am 17. April 1984 wurde Hoos zum einzigen Mal in der U-21-Nationalmannschaft eingesetzt. Beim 0:0 gegen Griechenland in Aschaffenburg wurde er für den Braunschweiger Michael Scheike eingewechselt.
Von 1990 bis 1994 war er bei Rot-Weiss Frankfurt aktiv und von 1994 bis 2001 führte er als Spielertrainer den FC Erlenbach zu drei Meisterschaften und von der B-Klasse über die Bezirksliga bis in die Landesliga.